# Colotis auxo
Colotis auxo is een dagvlinder uit de familie van de Pieridae, de witjes.
Colotis auxo komt versrpreid over het zuiden van Afrika voor. De spanwijdte bedraagt 35 tot 40 millimeter. De imago kan het hele jaar door worden gezien.
Colotis auxo gebruikt planten uit de geslachten Cadaba en Salvadora als waardplanten.